# Skank
Skank és un grup de pop-rock i reggae brasiler, format per Samuel Rosa (guitarra i veu), Henrique Portugal (teclats), Lelo Zaneti (baix) i Haroldo Ferreti (bateria). Va ser creat al març de 1991 a Belo Horizonte; i es van separar, després d'una llarga gira de comiat, el 2023.

## Història
El grup va debutar en viu el 5 de juny de 1991 a la llotja de l'extinta casa de xous Aeroanta, a São Paulo. Aquesta nit 37 espectadors.
Inicialment proposaven una adaptació de dance hall jamaicà i ritmes brasilers. Aquest format de reggae electrònic era una evolució natural del tradicional reggae, popularitzat per Peter Tosh, Bob Marley i Jimmy Cliff.
El primer àlbum, de nom Skank i gravat de forma independent, va ser llançat per Sony Music, que encara manté el contracte amb el grup, a l'abril de 1993. Els singles «O Homem Que Sabia Demais», «Tanto» i «In(Dig)Nação» porten al grup a més de 120 xous pel Brasil i 120.000 còpies de l'àlbum venudes.
El segon, Calango, de 1994, va inaugurar com a productor al paulista Dudu Marote. Destaquen a les ràdios les cançons «É Proibido Fumar», «Te Ver», «Pacato Cidadão», «Esmola» i «Jackie Tequila». Calango va vendre 1.200.000 còpies. La carátula del disc va ser desenvolupada per Jarbas Agnelli a partir de les creacions d'Ilson Lorca, artista carioca que produeix fantasies de carnestoltes a partir d'ampolles de plàstic.
»Garota Nacional» va ser el principal single d'O Samba Poconé, àlbum de 1996 i tercer del grup. Va arribar a liderar les llistes a Espanya i va portar al grup a viatjar per països com Argentina, Xile, Estats Units, França, Alemanya, Itàlia, Suïssa i Portugal. El disc va comptar amb la participació del músic francès Manu Chao en tres cançons - «Sem Terra», «Los Pretos» i «Zé Trindade». O Samba Poconé va aconseguir la marca d'1.800.000 còpies. La carátula del CD usa referències de les festes de l'interior del Brasil i d'espectacles circenses. Les imatges utilitzades són olis en tela de José Robles, pintor espanyol que il·lustra les façanes dels cinemes del centre de São Paulo.
Sony Music, en 1997, va llançar el recopilatori Soundtrack For a Century per a commemorar el seu centenari. «Garota Nacional» en va ser l'única cançó en llengua portuguesa. El 1997, a Espanya, el grup rep l'important Premi Ondas com a Grup Revelació Llatí. Skank va guanyar, per dos anys consecutius, 1996 i 1997, l'Astronauta de Plata de MTV en els VMA'S, en Nova York. Els treballs premiats van ser els videoclips de «Garota Nacional» i «É Uma Partida de Futebol».
En 1998, la FIFA va incloure «É Uma Partida de Futebol» en el disc oficial de la Copa del Món celebrada a França.
A Siderado, quart disc del grup, de 1998, mostren una aproximació al rock’n'roll. El grup treballa amb John Shaw (UB 40) i Paul Ralphs. «Resposta», «Mandrake e Os Cubanos» i «Saideira» en són els majors èxits. L'àlbum va ser barrejat a Abbey Road, estudi londinenc consagrat pels Beatles. Va vendre 750.000 mil còpies. El material gràfic de Siderado va utilitzar teles de César Maurício, artista plàstic i compositor mineiro. El 1999 va participar en un tribut de grups sud-americans a The Police. Va ser gravada un cover de «Wrapped Around Your Finger», titulat com «Estaré Prendido en Tus Dedos».
Maquinarama, llançat al juliol de 2000, és produït per Chico Neves i Tom Capone i embeni 250.000 còpies. Els principals singles d'aquest disc són «Três Lados», «Balada do Amor Inabalável» i «Canção Noturna». La carátula representa un cadillac grafitado per Kenny Scharf, artista californià lligat a Andy Warhol.
El 2001, el grup grava a la ciutat d'Ouro Preto el seu primer àlbum en viu. Ao Vivo MTV ven 600.000 còpies. L'única cançó inèdita d'aquest projecte «Acima do Sol», va liderar les llistes de radio del Brasil. Cosmotron, produït pel grup i Tom Capone, va ser llançat al juliol de 2003 i va vendre 250.000 còpies. «Supernova», «Dois Rios», «Vou Deixar» I «Amores Imperfeitos» van ser les cançons destacades. L'àlbum va ser premiat a l'any següent amb el Grammy al millor enregistrament de cançó rock.
Radiola, llançat a l'octubre de 2004, va ser la primera recopilació de Skank. La caràtula del disc va ser una pintura dels Clayton Brothers, artistes underground de Los Angeles. Radiola va vendre 200.000 discos. El març de 2006, la banda inicia a Belo Horizonte els enregistraments del seu nou àlbum, el setè amb cançons inèdites. El treball és produït per Chico Neves i Carlos Miranda. L'àlbum, Carrossel, és llançat a l'agost del mateix any amb el single «Uma Canção É Pra Isso». El material gràfic del disc representa pintures de l'artista estatunidenc Glenn Barr. A l'octubre de 2006 la banda es converteix en el primer grup brasiler a tenir un àlbum llançat en format digital
Durant la seva carrera Skank ha participat en algun dels principals festivals del món. Com per exemple Super Bock/Super Rock 1997 a Portugal (amb Echo & The Bunnymen), Páleo Festival 97 a Suïssa (amb Jane Birkin, Jamiroquai i Placebo), St Gallen 98 (amb Beastie Boys, Foo Fighters i Garbage), Montreux 2001 (amb Beck, PJ Harvey i George Clinton), SummerStage 2002 a Nova York, (amb Sonic Youth, Cornershop i Jack Johnson), Roskilde 2003 a Dinamarca (amb Coldplay, Blur i Queens Of The Stone Age) i Sudoeste 05 a Portugal (amb Kasabian i Oasis).
L'any 2019, la banda va anunciar que farien una darrera gira abans de separar-se definitivament. Els concerts estaven previstos per 2020, però la pandèmia de COVID-19 va obligar-los a ajornar-la. El 2022, un cop la situació sanitària va permetre la realització de concerts al Brasil, Skank va sortir a la carretera en la seva Turnê de Despedida; que va concloure el 26 de març de 2023 al Mineirão de Belo Horizonte.

## Discografia
Àlbums d'estudi
| Títol          | Detalls                                                                        | Vendes           | Certificacions   |
| -------------- | ------------------------------------------------------------------------------ | ---------------- | ---------------- |
| Skank          | - Llançat: octubre 1992 - Segell: Chaos, Sony - Format: descàrrega digital, CD | - BRA: 250.000   | - ABPD: Òr       |
| Calango        | - Llançat: octubre 1994 - Segell: Chaos, Sony - Format: descàrrega digital, CD | - BRA: 1.250.000 | - ABPD: Diamant  |
| O Samba Poconé | - Llançat: juliol 1996 - Segell: Chaos, Sony - Format: descàrrega digital, CD  | - BRA: 2.000.000 | - ABPD: Diamant  |
| Siderado       | - Llançat: juliol 1998 - Segell: Chaos, Sony - Format: descàrrega digital, CD  | - BRA: 750.000   | - ABPD: 3x Platí |
| Maquinarama    | - Llançat: juny 2000 - Segell: Chaos, Sony - Format: descàrrega digital, CD    | - BRA: 275.000   | - ABPD: Platí    |
| Cosmotron      | - Llançat: juliol 2003 - Segell: Epic, Sony - Format: descàrrega digital, CD   | - BRA: 400.000   | - ABPD: Platí    |
| Carrossel      | - Llançat: agost 2006 - Segell: Sony - Format: descàrrega digital, CD          | - BRA: 210.000   | - ABPD: Platí    |
| Estandarte     | - Llançat: octubre 2008 - Segell: BMG, Sony - Format: descàrrega digital, CD   | - BRA: 150.000   | - ABPD: Òr       |
| Velocia        | - Llançat: maig 2014 - Segell: BMG, Sony - Format: descàrrega digital, CD      | - BRA: 20.000    |                  |

## Premis
- Cosmotron va guanyar el Premi Grammy Llatçi - Millor àlbum de rock brasiler de 2004.
- Skank va rebre un Premis Ondas 1997.[13]
- MTV Video Music Brasil: Elecció dels espectadors el 1996 («Garota Nacional») i 1997 («É Uma Partida de Futebol»); Vídeo de l'any el 1999 («Mandrake e os Cubanos»); Pop Video en 1996(«Garota Nacional»), 1997(«É Uma Partida de Futebol»), 1999 («Mandrake e os Cubanos»), 2000 («Três Lados»), 2003 («Dois Rios»)[14] i 2004 («Vou Deixar»).